# Harry Lancaster Towe
Harry Lancaster Towe (* 3. November 1898 in Jersey City, New Jersey; † 4. Februar 1991 in Lakewood, New Jersey) war ein US-amerikanischer Politiker. Zwischen 1943 und 1951 vertrat er den Bundesstaat New Jersey im US-Repräsentantenhaus.

## Werdegang
Harry Towe besuchte die öffentlichen Schulen in Passaic. Zwischen 1918 und 1920 absolvierte er die US-Marineakademie in Annapolis (Maryland). Nach einem Jurastudium an der New Jersey Law School in Newark und seiner 1925 erfolgten Zulassung als Rechtsanwalt begann er in Rutherford in diesem Beruf zu arbeiten. Zwischen 1929 und 1931 war er Bundesbeauftragter für New Jersey; von 1931 bis 1934 war er Sonderstaatsanwalt im Stab des Attorney General seines Staates. Gleichzeitig schlug er als Mitglied der Republikanischen Partei eine politische Laufbahn ein. In den Jahren 1941 und 1942 saß er als Abgeordneter in der New Jersey General Assembly.
Bei den Kongresswahlen des Jahres 1942 wurde Towe im neunten Wahlbezirk von New Jersey in das US-Repräsentantenhaus in Washington, D.C. gewählt, wo er am 3. Januar 1943 die Nachfolge von Frank C. Osmers antrat. Nach vier Wiederwahlen konnte er bis zu seinem Rücktritt am 7. September 1951 im Kongress verbleiben. In seine Zeit als Abgeordneter fielen das Ende des Zweiten Weltkrieges und der Beginn des Kalten Krieges.
Towes Rücktritt erfolgte, nachdem er zum stellvertretenden Attorney General von New Jersey ernannt worden war. Dieses Amt bekleidete er bis zum 31. Oktober 1953. Danach praktizierte er in Hackensack als privater Rechtsanwalt. Von 1960 bis 1969 war er Sekretär und Berater der im Verlagswesen tätigen Firma Medical Economics, Inc. Harry Towe verbrachte seine letzten Lebensjahre in Kinnelon. Er starb am 4. Februar 1991 in Lakewood.